# Villa Tanzi Taverna
Villa Tanzi Taverna, nota anche come Villa Taverna Borromeo, Villa Tanza, Villa Perlasca, Villa Tanzi o Villa Taverna, è una dimora storica del lago di Como. Inserita in un vasto parco popolato da alberi ultracentenari, la villa è situata in località Perlasca, all'estremità sud del territorio comunale di Torno.

## Storia
Un primitivo nucleo della villa fu costruito su commissione della famiglia Parravicini nel 1611, all'interno di una proprietà appartenuta alla famiglia Odescalchi.
Successivi ampliamenti si registrarono nel corso del XVIII secolo, con la realizzazione dei volumi tardosettecenteschi che oggi costituiscono i corpi laterali della villa (1787). I lavori furono eseguiti per volere dei conti milanesi Tanzi, famiglia nobiliare a cui Giuseppe II d'Asburgo-Lorena aveva concesso il titolo Edler von Tanzi. Per la costruzione della propria dimora, la famiglia aveva identificato nella scogliera Perlasca una posizione strategica affinché l'edificio potesse costituire una tappa fondamentale del Grand Tour sul Lario. Tra gli esponenti di questa famiglia originariamente proprietaria della villa spicca Antonio Tanzi di Blevio, pioniere dell'industria serica. 
Un cambio di proprietà si registrò nel 1835, quando la dimora fu acquistata dal conte Gaetano Taverna. Alla famiglia di quest'ultimo - in particolare al suo successore Lodovico - si devono una serie di lavori che definirono l'aspetto attuale della villa. Questi interventi, probabilmente facilitati dall'acquisto di uno scalo pubblico da parte dei Taverna avrebbero, comporatono la costruzione del corpo centrale (metà XIX secolo), che sarebbe stato costruito laddove un tempo si trovava un oratorio romanico aperto al pubblico. L'edificio religioso, dedicato a San Giorgio, sarebbe poi stato fatto ricostruire dai Taverna poco fuori dalla loro proprietà.
Nell'ultimo quarto del XXI secolo, la villa fu trasformata in un lussuoso condominio.

## Descrizione
Villa Tanzi-Taverna si compone di tre edifici: un corpo centrale e due ali laterali, disposte simmetricamente e in posizione più avanzata rispetto al corpo centrale.
La villa è inserita in un vasto parco, la cui originaria estensione superava i quattro ettari, ricco di pregiate essenze arboree ed ispirato ai dettami del Romanticismo inglese ottocentesco.